# Copidozoum smitti
Copidozoum smitti is een mosdiertjessoort uit de familie van de Calloporidae. De wetenschappelijke naam van de soort is, als Callopora smitti, voor het eerst geldig gepubliceerd in 1946 door Kluge.